# Mossgrön tangara
Mossgrön tangara (Bangsia edwardsi) är en fågel i familjen tangaror inom ordningen tättingar.

## Utseende
Mossgrön tangara är en olivgrön fågel med gul fläck på bröstet och blå vingar. På huvudet syns en distinkt teckning i svart och blått. Könen är lika, men ungfåglar har endast lite eller saknar helt gult på bröstet. 

## Utbredning och systematik
Fågeln förekommer vid foten av Anderna i sydvästra Colombia och nordvästra Ecuador. Den behandlas som monotypisk, det vill säga att den inte delas in i några underarter.

## Levnadssätt
Mossgrön tangara hittas i bergsbelägna molnskogar. Där uppträder den i skogens mellersta övre skikt och kan sitta still under långa perioder. Den slår ibland följe med kringvandrande artblandade flockar och har noterats uppsöka fågelmatningar.

## Status
Trots det begränsade utbredningsområdet och att den tros minska i antal anses beståndet vara livskraftigt av internationella naturvårdsunionen IUCN. 

## Namn
Fågelns vetenskapliga artnamn hedrar den franske zoologen Henri Milne-Edwards (1800-1885), medan släktesnamnet Bangsia hedrar den amerikanske zoologen Outram Bangs (1863-1932).